# Дискокактус
Дискока́ктус (лат. Discocactus) — род семейства кактусовые, входящий в подсемейство Cactoideae.

## Ботаническое описание
Относительно некрупные, обычно не ветвящиеся растения с уплощенными до уплощенно-шаровидных побегами, диаметром в основном до 10-18 см. Рёбра довольно широкие, обычно многочисленные, у ряда видов — с сильно развитыми бугорками. Ареолы небольшие, колючек от 3-4 до 16-17.
У взрослых растений формируется терминальный цефалий, с плотно расположенными генеративными ареолами, с многочисленными длинными волосками белого до желтоватого цвета, и темные щетинообразные колючки, у некоторых видов в ареолах цефалия формируются мощные темные колючки, например, у Discocactus cephaliaciculosus.
Цветки белого цвета, воронковидной формы, с приятным запахом, раскрываются ночью.
Плоды шаровидной, продолговатой или булавовидной формы, красного или белого цвета, гладкие. Семена чёрного цвета, блестящие, овальной или почти шаровидной формы, до 2,5 мм длиной.

## Распространение
В естественных условиях виды этого рода встречаются на территории Бразилии, крайнем востоке Боливии и севере Парагвая.

## Таксономия

### Список видов
- Discocactus bahiensis Britton & Rose, 1922
- Discocactus ferricola Buining & Brederoo, 1975
- Discocactus heptacanthus (Barb.Rodr.) Britton & Rose, 1922
- Discocactus horstii Buining & Brederoo, 1973
- Discocactus placentiformis (Lehm.) K.Schum., 1894
- Discocactus pseudoinsignis N.P.Taylor & Zappi, 1991
- Discocactus zehntneri Britton & Rose, 1922